# Agoritsa Bakodimou
Agoritsa Bakodimou (griechisch Αγορίτσα Μπακοδήμου; * 1965 in Patras) ist eine griechische Übersetzerin und Autorin.

## Leben
Agoritsa Bakodimou wurde in Patras geboren und lebt heute vorwiegend in Athen. Sie hat Rechtswissenschaften in Athen und Birmingham studiert. Bis 1992 hat sie in Patras als Rechtsanwältin gearbeitet. Seitdem widmet sie sich als Übersetzerin, Literaturkritikerin und Autorin ausschließlich dem Schreiben und dem Reisen. Mit „Ein Ort Anderswo. Auf der Suche nach dem Glück des Reisens“ (Originaltitel: To Enchiridio tou kalou taxidioti – Das Handbuch des Guten Reisenden) gab sie 2007 ihr literarisches Debüt, das ihr in ihrer Heimat eine Nominierung auf der Shortlist für den  Literaturpreis der Zeitschrift Diavaso in der Kategorie Bestes Erstlingswerk und positive Rezensionen in allen wichtigen griechischen Tageszeitungen einbrachte.
Agoritsa Bakodimou gilt als renommierte Übersetzerin für englischsprachige Literatur und betreibt dies hauptberuflich.

## Werke (Auszug)
Deutsch
- Ein Ort Anderswo: Auf der Suche nach dem Glück des Reisens. Dr. Thomas Balistier, Mähringen 2007, ISBN 978-3-937108-22-3.

Griechisch
- Εγχειρίδιο του καλού ταξιδιώτη. Livani Publishing Organization, Athen 2007, ISBN 978-960-14-1532-1.